# Művészetek Háza (Orosháza)
Az orosházi Művészetek Háza a volt neológ zsinagóga épületében lelt otthonra az ezredforduló környékén. Az épület ad otthont az évente megrendezett Tavaszi Művészeti Fesztiválnak, illetve számos más hangversenynek és kiállításnak. Az épületet az Orosházi Liszt Ferenc Alapfokú Művészeti Iskola használja.

## Története
Egy gabonakereskedő,  a zsidóság első képviselője, 1771-ben jelent meg Orosházán. 1828-ban 3 zsidó család hozta létre a hitközséget.
A kiegyezés után a zsidó lakosok száma jelentősen növekedésnek indult. 1885-re közösségük már 205 főt számlált. Voltak köztük orvosok, ügyvédek, gabonakereskedők, fatelepesek, valamint  szatócsok és kiskereskedők is.
1890-ben a Főtér közelében épült meg a zsinagóga eklektikus stílusban. Tervezője ismeretlen.
A második világháború alatt a mintegy 1800 főnyi, orosházi és környéki zsidó került a Drucker-fatelepen gettóba. 1945-ben a békéscsabai gyűjtőtáborba, majd Debrecenbe szállították őket. Innen egyeseket egy bécsi téglagyárba vittek munkaszolgálatra, a többiek Auschwitzban vesztették életüket. 1944-45-ben munkaszolgálat teljesítése közben 42, útközben, illetve a gázkamrákban 146 orosházi zsidó halt meg.
1945-ben 60 családdal alakult újjá a hitközség. 1956-ban a megmaradt zsidóság 40 százaléka kivándorolt, 1967-ben a zsinagógát eladták a városnak. A kis létszámú közösség ezután egy kis imaházban gyakorolta a vallást, ám 1981-ben, amikor már nem volt meg a fenntartáshoz szükséges 10 férfi, az egyházat felszámolták.

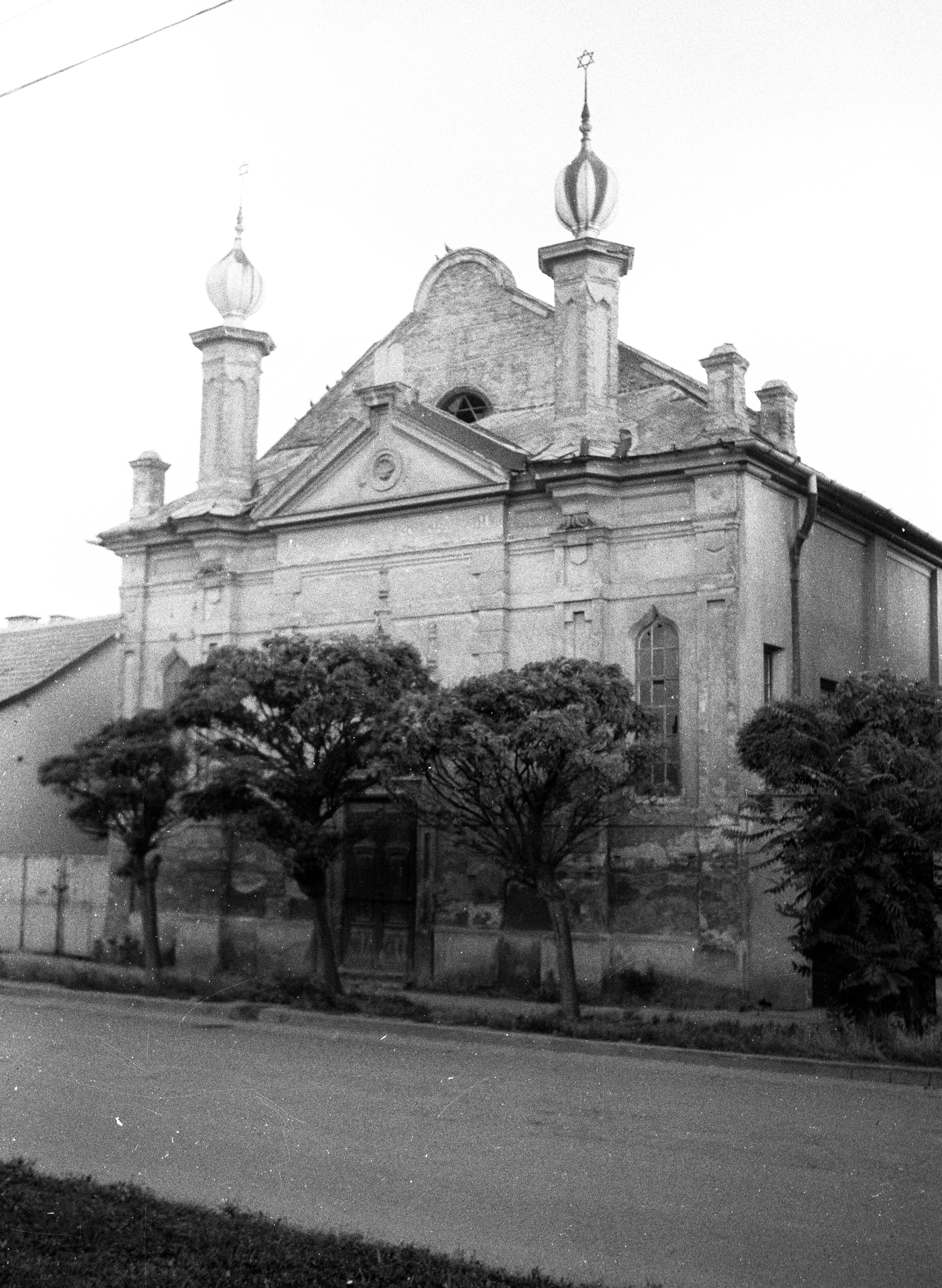
A zsinagóga leromlott állapotban,
1983-ban

A zsinagógával szemben, 1972-ben, Nagy István János sztéléjével emlékkövet állítottak az áldozatok emlékére. Később egy emléktábla is helyet kapott a zsinagóga falán. A zsinagógaépület a rendszerváltásig az orosházi ÁFÉSZ tulajdonában állt, amely méregraktárként használta. Az 1990-es évek elején az ingatlant az orosházi önkormányzat vásárolta meg. Az épületben koncerttermet, konferencia központot hoztak létre, korszerűen felújították.

## Leírása
A 13,20 × 21,20 méteres külsőméretű, 1904-ben kibővített, eklektikus stílusban épült épület párkányának magassága csak 7 méter.
Középrizalitja kissé előugró, főkapuját a falszélek armírozásával, és a fölötte elhelyezett bájos, szamárhátíves díszítéssel hangsúlyozzák. Efölött az oromzatot körablakos timpanon zárja. A körablakon valamikor héber felirat volt látható.
A timpanon belső csúcsán korábban a mózesi kőtáblák kettőse állt. A párkányon magyar nyelvű feliratot találhattak az ide látogatók, mely így hangzott: „Boruljatok le az egy Isten előtt”.
A főkaputól jobbra és balra található pillérek poligonális, kupolával koronázott tornyocskákban végződnek. A főhomlokzat szélső tagozatain egy-egy neogótikus, szamárhátíves ablak nyílik.
A falfestékkel gazdagított, dongaboltozatos belső térben valamikor 248 férfi, és 240 női ülőhely volt. Az öntöttvas oszlopokkal alátámasztott karzat U alakú volt.